# Giles Constable
Giles Constable (* 1. Juni 1929 in London; † 17. Januar 2021 in Princeton) war ein britischer Mediävist.

## Karriere
Giles Constable, Sohn des Kunsthistorikers William George Constable, studierte an der Harvard University (Bachelor of Arts 1950) und University of Cambridge (1952/53) und wurde 1957 in Harvard promoviert. Er war von 1955 bis 1958 Assistant Professor an der University of Iowa, anschließend bis 1961 in Harvard, wo er dann bis 1966 als Associate Professor tätig war. 1966 bis 1977 hatte er die Henry-Charles-Lea-Professor für Mittelalterliche Geschichte an der Princeton University inne und war dann von 1977 bis 1984 ordentlicher Professor und Direktor an der zur Harvard University gehörenden Dumbarton Oaks Research Library and Collection in Washington, D.C. 1985 bot man ihm den Lehrstuhl an der School of Historical Studies des Institute for Advanced Study in Princeton an, den er annahm. Im Jahr 2003 wurde er emeritiert.

## Forschung
Constables Interesse galt vor allem Religion und Kultur des 11. und 12. Jahrhunderts, insbesondere der Abtei Cluny und deren Abt Petrus Venerabilis, sowie dem Byzantinischen Reich.
Constable gehörte dem wissenschaftlichen Beirat des Journal of Ecclesiastical History von 1964 bis 1975 und der Mediterranean Studies (1991–2002) an und ist bis heute Berater der Medievalia et Humanistica (seit 1969), der Revue Mabillon (seit 1990), der Le Moyen Âge (seit 1997) und der Sacris Erudiri (seit 1999).

## Ehrungen
Er war Mitglied der Medieval Academy of America und der American Philosophical Society, der Académie des Inscriptions et Belles-Lettres, der Bayerischen Akademie der Wissenschaften, der British Academy und der Accademia Nazionale dei Lincei.
Constable erhielt die Ehrendoktorwürde der Université Paris 1 Panthéon-Sorbonne, der Georgetown University, der Longwood University und des Pontifical Institute of Mediaeval Studies der University of Toronto.
Er war Gastprofessor an der St John’s University in Collegeville (1973), an der Catholic University of America (1978–84), der Georgetown University (1982, 1997), der Princeton University (1989, 1995) und der Arizona State University (1992, 2005).

## Veröffentlichungen (Auswahl)
- mit James Kritzeck: Petrus Venerabilis 1156–1956. Studies and Texts Commemorating the Eighth Centenary of his Death. (= Studia Anselmiana, Band 40), Rom, 1956
- Monastic Tithes from their Origins to the Twelfth Century. (= Cambridge Studies in Medieval Life and Thought, Band 10), Cambridge, 1964
- The Letters of Peter the Venerable. 2 Bände (= Harvard Historical Studies, Band 78), Cambridge, Massachusetts, 1967
- mit Bernard Smith: Libellus de diversis ordinibus et professionibus qui sunt in aecclesia. Oxford Medieval Texts, Oxford, 1972, Neuauflage 2003
- mit Janet Martin: Peter the Venerable: Selected Letters. (= Toronto Medieval Latin Texts, Band 3), Toronto, 1974
- Consuetudines benedictinae variae (Saec. XI-Saec. XIV). (= Corpus Consuetudinum monasticarum, Band 6), Siegburg, 1975
- Medieval Monasticism: A Select Bibliography. (= Toronto Medieval Bibliographies, Band 6) Toronto, 1976
- Letters and Letter-Collections. (= Typologie des sources du Moyen Age Latin, Band 17), Turnhout, 1976
- Religious Life and Thought (11th-12th Centuries). London, 1979
- Cluniac Studies. London, 1980
- mit Alexander Kazhdan: People and Power in Byzantium. An Introduction to Modern Byzantine Studies. Washington, D.C., 1982
- als Hrsg. mit Robert L. Benson und Carol D. Lanham: Renaissance and Renewal in the Twelfth Century. Cambridge/Massachusetts/Oxford 1982
- mit R. B. C. Huygens: Apologiae duae: Gozechini epistola ad Walcherum, Burchardi, ut videtur, abbatis Bellevallis apologia de barbis. (= Corpus Christianorum. Continuatio mediaevalis, Band 62), Turnhout, 1985
- Monks, Hermits and Crusaders in Medieval Europe. London, 1988
- mit Theodore Evergates: The Cartulary and Charters of Notre-Dame of Homblières, on the basis of material prepared by William Mendel Newman (= Medieval Academy Books, Nr. 97), Cambridge, Massachusetts, 1990
- mit Elizabeth H. Beatson, Luca Dainelli: The Letters between Bernard Berenson and Charles Henry Coster. Florenz, 1993
- Three Studies in Medieval Religious and Social Thought. Cambridge, 1995
- Culture and Spirituality in Medieval Europe. Aldershot, 1996
- The Reformation of the Twelfth Century. Cambridge, 1996
- mit Gert Melville, Jörg Oberste: Die Cluniazenser in ihrem politisch-sozialen Umfeld. Münster, 1998
- Cluny from the Tenth to the Twelfth Century. Aldershot, 2002
- mit William Connell: Sacrilege and Redemption in Renaissance Florence: The Case of Antonio Rinaldeschi. Toronto, 2005
- mit Bernard Smith: Three Treatises from Bec on the Nature of Monastic Life (= Medieval Academy Books, Nr. 109), Toronto, 2008
- Crusaders and Crusading in the Twelfth Century. Farnham and Burlington, Ashgate, 2008
- The Abbey of Cluny. A Collection of Essays to Mark the Eleven-Hundredth Anniversary of its Foundation (= Vita regularis. Abhandlungen, Band 43), Lit Verlag, Berlin, Münster, 2010 ISBN 978-3-643-10777-0